# Alamang
Das Alamang, auch Sonri genannt, ist ein Schwert aus Indonesien.

## Beschreibung
Das Alamang hat eine gerade, einschneidige Klinge. Die Klingen bestehen in der Regel aus einfachem Stahl, werden aber auch aus Pamor-Stahl (ähnlich Damaszenerstahl) hergestellt. Der Rücken und die Schneide verlaufen in gleichbleibender Breite bis zum Ort. Der Ort ist abgerundet. Das Heft besteht aus Holz oder Horn und ist am Knauf verschiedenartig geschnitzt. Es gibt unterschiedliche Versionen des Hefts. Am Übergang vom Heft zur Klinge ist bei manchen Versionen eine metallene Zwinge angebracht, die zur besseren Befestigung von Heft und Klinge dient. Die Scheiden bestehen aus Holz und sind mit Rattanschnüren umwickelt oder mit Metallbändern versehen, die zur Befestigung der zweiteiligen Scheidenhälften dienen. Der Scheidenmund ist breiter als die Klingen. Der Alamang wird von Ethnien auf Sulawesi und Java benutzt.